# Szuszkodom (wieś)
Szuszkodom (ros. Шушкодом) – wieś (sieło) w Rosji, w obwodzie kostromskim, w rejonie bujskim. W 2010 liczyła 383 mieszkańców.